# Jirapa
Le district de Jirapa  (officiellement Jirapa  District, en Anglais) est l’un des 9 districts de la Région du Haut Ghana occidental au Ghana.
Anciennement, district de Jirapa/Lambussie, ce district perd une partie de sa surface et de sa population le  29 février 2008 au profit du nouveau district de Lambussie Karni. 

## Villes et villages du district
| - Jirapa - Hamile - Tizza - Billaw - Karni | - Samoa - Han - Sabuli - Tapomo - Nimbare | - Chapuri - Suggo (Suke) - Piina - Kuunkyeni - Kunzokala | - Tampala - Ullo (Vlo) - Kogri - Kpari |

## Sources
- GhanaDistricts.com